# Valse vlag
Operaties onder valse vlag zijn operaties die dusdanig zijn ontworpen dat het lijkt alsof ze worden uitgevoerd door andere entiteiten.
Zij kunnen worden uitgevoerd door regeringen, ondernemingen en andere organisaties en zijn zowel geheim als clandestien. Een militaire operatie onder valse vlag mist de bescherming van het oorlogsrecht.
Volgens de Geneefse Conventies is het valselijk gebruik van de Rode Kruisvlag een oorlogsmisdaad.
De naam is afgeleid van het militaire concept van het varen onder valse kleuren, dat wil zeggen het varen onder de vlag van een ander land dan het eigen. Valse-vlagoperaties zijn niet uitsluitend beperkt tot oorlogs- en tegen-opstandoperaties maar zijn ook gebruikt gedurende vredestijd.

## Voorbeelden
- Rijksdagbrand (Duitsland, 1933)
- Operatie Himmler (Duitsland, 1939)
- Winteroorlog (Rusland, 1939)
- Operation Northwoods (Verenigde Staten, 1962)
- USS Liberty-incident (Israël, 1967)
- Aanslagen tijdens de anni di piombo ('loden jaren') van eind jaren 60 tot begin jaren 80 in Italië, waaronder de bomaanslag in Milaan op 12 december 1969. Deze werden met medeweten van de internationale en Italiaanse geheime dienst door fascistische groepering gepleegd, waarna ze vervolgens in de schoenen werden geschoven van anarchisten en linkse organisaties om zo de publieke opinie tegen hen te keren.
- Oprichting van de Marxistisch-Leninistische Partij van Nederland door de Binnenlandse Veiligheidsdienst (BVD) (Nederland, 1970)